# 閻鐸 (弘治進士)
閻鐸（1476年—？），字道鳴，山西太原府陽曲縣人，民籍，明朝政治人物。

## 生平
弘治十七年（1504年）參加甲子科山西鄉試並考中第十五名舉人。弘治十八年（1505年）考中乙丑科會試第二百二十七名，三甲第六十五名進士。正德元年（1506年）出任徽州府祁门县知县。後來出任吏部主事，八年十二月出任陕西按察司管粮佥事。十一年十二月離任。

## 家族
曾祖閻皥，永樂十二年甲午科舉人，曾擔任監察御史；祖父閻瓘，壽官；父閻囗周；母高氏。具慶下。